# Wolfsschlucht III

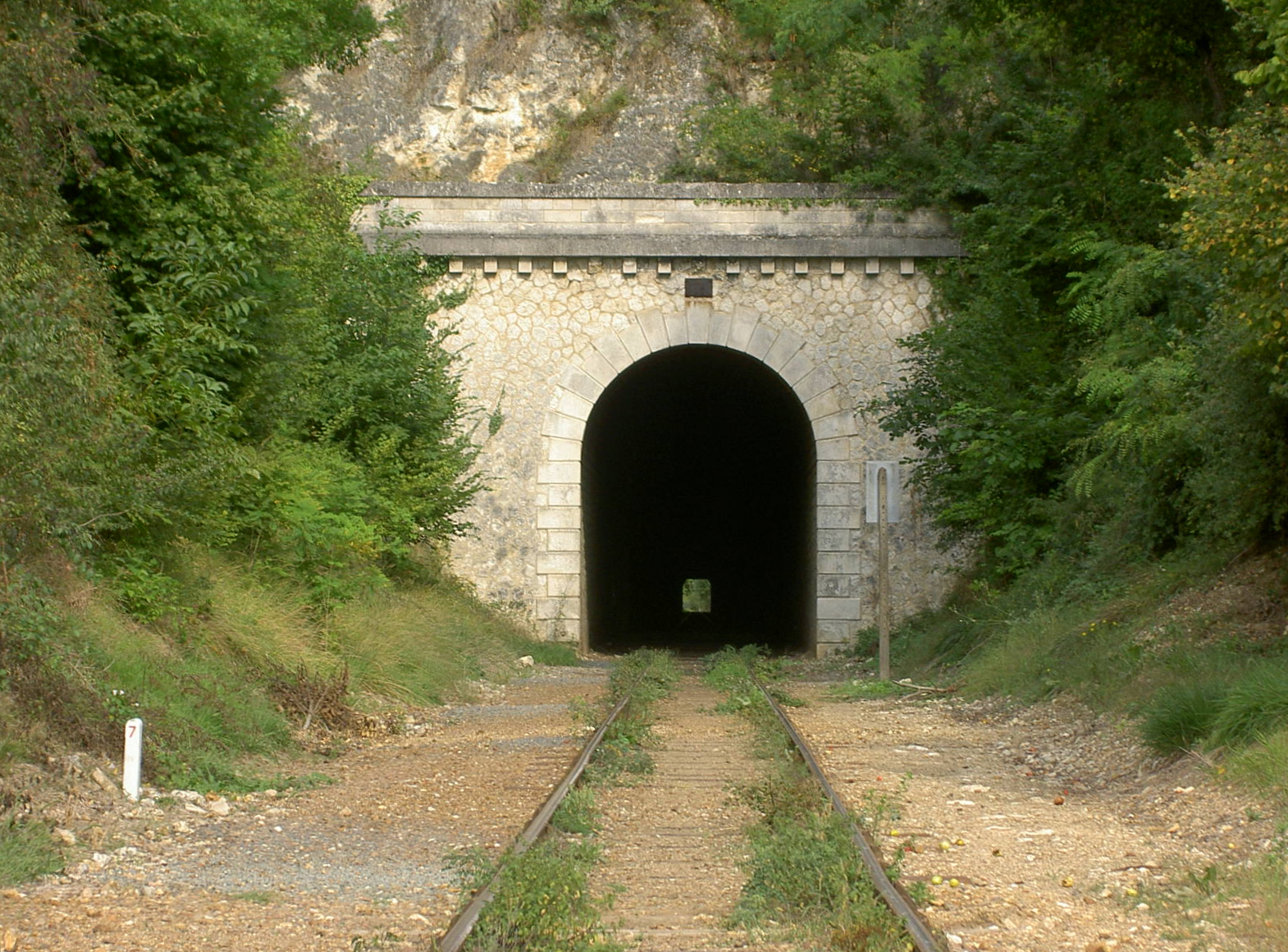
Westliche Tunneleinfahrt

Wolfsschlucht III, oder W3, war ein Führerhauptquartier von Adolf Hitler. Es befindet sich bei Saint-Rimay, zwölf Kilometer westlich von Vendôme, in Frankreich. Die Bunkeranlage wurde ab 1. Mai 1942 am Nordosteingang eines Eisenbahntunnels errichtet, aber nicht ganz fertiggestellt.
Der einzige Eisenbahntunnel an der Bahnstrecke Pont-de-Braye–Blois von 1880 wurde im Zuge der Errichtung des Führerhauptquartiers mit Toren verstärkt, um den Führersonderzug gegen Luftangriffe zu schützen. Eine Verwendung als Unterstand für den Sonderzug fand der Tunnel nur einmal, als sich Hitler am 23. Oktober 1940 mit Franco in Hendaye traf.